# Federació Estudiantil Universitària
La Federació Estudiantil Universitària (FEU) (castellà: Federación Estudiantil Universitaria, FEU) és una organització cubana que aplega a tots i totes les estudiants universitàries de Cuba. Segueix les orientacions del Partit Comunista de Cuba i la Unió de Joves Comunistes. Inicialment només hi pertanyien els alumnes de la Universitat de l'Havana, mentre que actualment en formen part els d'arreu del país. Fou fundada l'any 1922 per Julio Antonio Mella, qui fou un líder revolucionari de la dècada de 1920 a Cuba. Aquesta organització sorgí fruit de les reformes universitàries desenvolupades a Amèrica.

## Presidència(des de la Revolució)
| - Rolando Cubelas (1959-1960) - Ricardo Alarcón de Quesada (1960-1962) - José Rebellón Alonso (1962-1965) - Jaime Crombet Hernández-Baquero (1965) - Francisco Dorticós Balea (1966) - Enrique Velasco (1966-1967) - Juan Vela Valdés (1967-1968) - Julio Castro Palomino (1969-1970) - Nestor del Prado Arza (1971-1972) - Ismael González González (1973-1975) - Carlos Lage Dávila (1975-1977) - Roberto Robaina González (1977-1982) - Olga María Oceja (1982-1985) - María de Jesús Calderius (1985-1987) - Salvador Lavielle (1987-1989) | - Felipe Pérez Roque (1989-1991) - Carmen Rosa Báez (1991-1993) - Alejandro García (1993-1995) - Otto Rivero Torres (1995-1997) - Carlos Valenciaga Díaz (1997-1999) - Hassán Pérez Casabona (1999-2003) - Joan Cabo Mijares (2003-2005) - Carlos Lage Codorniú (2005-2007) - Adalberto Hernández Santos (2007-2009) - Gladys Gutierrez Bugallo (2009-2010) - Maydel Gómez Lago (2010-2011) - Carlos Rangel Irola (2011-2012) - Lisara Corona Oliveros (2012-2013) - Yosvani Alberto Montano Garrido (2013-act) |